# Rúben Micael
Rúben Micael Freitas da Ressureição (* 19. August 1986 in Câmara de Lobos) ist ein portugiesischer ehemaliger Fußballspieler. Der Mittelfeldspieler stand zuletzt bei Nacional Funchal unter Vertrag.

## Karriere
Micael begann seine Karriere bei Estreito, ehe er 1997 in die Jugendmannschaft von União Madeira kam. Von dort wurde er 2004 in die erste Mannschaft geholt. In seiner Premierensaison stieg der Verein in die dritthöchste portugiesische Spielklasse ab. In dieser Liga blieb er auch, bis er Anfang der Saison 2008/09 von Nacional Funchal verpflichtet wurde. Sein Debüt in der höchsten Spielklasse gab er am 24. August 2008 gegen den Leixões SC. Das Spiel in Matosinhos endete 3:1. Er wurde in der 84. Minute für Edson eingewechselt. Sein erstes Tor für Nacional erzielte er am 11. Januar 2009 beim 3:2-Auswärtserfolg gegen FC Paços de Ferreira. Insgesamt absolvierte er 26 Spiele in seiner ersten Saison und erzielte vier Treffer. Nacional wurde überraschend Vierter der Liga und konnte sich für die UEFA Europa League qualifizieren.
In der Saison 2009/10 gab Micael sein Debüt auf europäischer Klubebene, als er mit Nacional im Qualifikationsspiel zur Europa League am 20. August 2009 spielte. Im Spiel gegen Zenit St. Petersburg erzielte er beim 4:3-Erfolg einen Treffer. Nacional schied infolgedessen in der Gruppenphase als Gruppendritter hinter Athletic Bilbao und Werder Bremen aus. Micael gelangen fünf weitere Treffer, unter anderem einen Doppelpack daheim gegen FK Austria Wien. 
Im Januar 2010 wechselte er zum FC Porto, wo er auf Anhieb in der UEFA Champions League aktiv war. Micael spielte in beiden Achtelfinalpartien gegen den FC Arsenal, wobei er in beiden Spielen ausgewechselt wurde. Nach dem 2:1-Sieg im Hinspiel schied man mit 0:5 im Rückspiel aus. Am Ende der Saison wurde er mit Porto Dritter der Liga. Weiters konnte man den portugiesischen Pokal mit einem 2:1 gegen den GD Chaves gewinnen.

## Erfolge
- Portugiesischer Pokalsieger 2010, 2011
- Europa-League Sieger: 2011
- Portugiesischer Meister 2011, 2012
- Portugiesischer Superpokalsieger 2012